# Můj auťák Brouk
Můj auťák Brouk je americký komediální film roku 2005. Hlavními hvězdami filmu jsou Lindsay Lohan, Michael Keaton, Justin Long, Breckin Meyer a Matt Dillon. Režisérkou filmu je Angela Robinson.

## Děj
Maggie Peyton (Lindsay Lohan), jejíž rodina se už po tři generace věnuje účasti v automobilových závodech NASCAR, má závodění v krvi. Díky svému otci Rayovi (Michael Keaton), který se ji snaží přehnaně chránit před veškerým nebezpečím, jsou však všechny její snahy o kariéru špičkové závodnice odsouzeny k nezdaru. Ray jí nabídne jako odměnu za úspěšné dokončení univerzitního studia auto, ale místo do obchodu zamíří na vrakoviště. Maggie se zamlouvá starý Nissan, ale zdá se, že o její pozornost usiluje také jistý zrezivělý Volkswagen Brouk, se kterým - ke svému nemalému překvapení - nakonec skládku opustí. Jak se brzy ukáže, starý Brouk jménem Herbie není jen obyčejný kus rezavé karoserie s motorem, ale kouzelné auto, které Maggie pomůže splnit její velké sny.

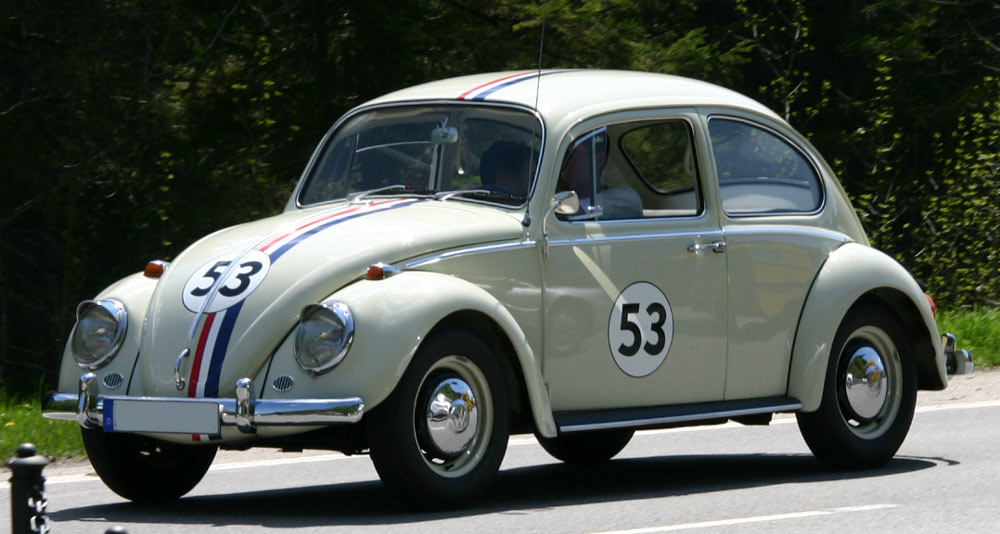
Herbie

## Obsazení
- Lindsay Lohan jako Maggie Peyton
- Michael Keaton jako Ray Peyton, starší
- Matt Dillon jako Trip Murphy
- Justin Long jako Kevin
- Breckin Meyer jako Ray Peyton, mladší
- Cheryl Hines jako Sally
- Jimmi Simpson jako Crash
- Jill Ritchie jako Charisma
- Thomas Lennon jako Larry Murphy
- Jeremy Roberts jako Bláznivý Dave

Mnoho profesionálních závodníků se objevilo ve filmu, včetně moderátora závodu Allena Bestwicka, NASCAR vítěze Bennyho Parsonse, závodníků Jeffa Gordona, Jimmieho Johnsona, Dala Jarretta a Tonyho Stewarta.

## Ocenění
| Rok  | Ocenění           | Kategorie                                 | Výsledek  |
| ---- | ----------------- | ----------------------------------------- | --------- |
| 2006 | Teen Choice Award | Nejlepší herečka v komedii: Lindsay Lohan | nominace  |
| 2006 | Teen Choice Award | Nejlepší letní film                       | nominace  |
| 2006 | Kids Choice Award | Nejoblíbenější film                       | nominace  |
| 2006 | Kids Choice Award | Nejlepší filmová herečka: Lindsay Lohan   | vítězství |